# Колонгозеро
Колонгозеро — озеро на территории Ледмозерского сельского поселения Муезерского района Республики Карелии.

## Общие сведения
Площадь озера — 26,3 км², площадь водосборного бассейна — 150 км². Располагается на высоте 139,1 метров над уровнем моря.
Форма продолговатая: оно вытянуто с северо-запада на юго-восток. Берега изрезанные, каменисто-песчаные, местами заболоченные.
Из юго-восточной оконечности озера вытекает безымянный водоток, впадающий в озеро Нурдас, через которое протекает река Нурдас. Последняя впадает в реку Чирко-Кемь.
В озере расположено не менее шести безымянных островов различной площади.
У северо-западной оконечности озера проходит трасса А137 («Р-21 „Кола“ — Тикша — Ледмозеро — Костомукша — граница с Финляндской Республикой»).
Код объекта в государственном водном реестре — 02020000911102000005308.